# Digitonina
Digitonina es un glucósido obtenido a partir de Digitalis purpurea; la aglicona es digitogenina, un espirostan de esteroides . Utilizado como un detergente, no hace más que  solubilizar lípidos en agua. Como tal, tiene varias aplicaciones relacionadas en la bioquímica , incluyendo la solubilización de proteínas, la precipitación de colesterol, y de permeabilización de las membranas celulares.
Digitonina es a veces confundida con la droga cardiaca digoxina (a veces también llamada digitalis o digitoxina), pero no tiene efectos relacionados con el corazón.

## Propiedades biológicas, físicas y químicas
- Concentración micelar crítica = < 0.5 mM
- Peso medio micelar = 70000
- Apariencia = Polvo blanco a blanquecino
- Punto de fusión = 230 a 240 °C
- Número de agregación = 60
- Rat-LD50 =  4 mg / kg de peso corporal (IVN), 51 mg / kg de peso corporal (ORAL